# Burgrain (Isen)
Das Kirchdorf Burgrain im oberen Isental liegt im oberbayerischen Landkreis Erding und war 1987 nach dem Hauptort (2128 Einwohner) der einwohnerstärkste Gemeindeteil (293 Einwohner) des Marktes Isen. Die örtliche Burg war bis 1802 Verwaltungssitz einer Herrschaft des Hochstifts Freising.

## Geschichte

Alte Ansicht von Burgrain; ca. um 1698 bis 1702

Von 784 bis 811 wird unter Bischof Atto von Freising eine erste Festung errichtet, die von 1140 bis 1290 mit den Herren von Burgrain, Freisinger Ministerialen, besetzt wird. 1227 wird die Burg fürstlich-freisinger Burggrafensitz der Herrschaft Burgrain. Im Konflikt mit den Grafen von Haag wird 1317 die Burg eingenommen. Ab 1600 erfolgt die Besetzung des Schlosses mit Herrschafts-Pflegern. Der Ort und vor allem der Sitz mussten umfangreiche Zerstörungen im Dreißigjährigen Krieg hinnehmen. 1739 war Burgrain ein Dorf mit 27 Anwesen. Das Dorf kam 1802 mit dem Reichsdeputationshauptschluss zu Kurpfalz-Bayern (ab 1806 Königreich Bayern). Die Herrschaft wurde aufgelöst, die Burg Sitz einer privaten Ökonomie mit Brauerei und Ausflugsbiergarten. Im Jahr 1818 wurde der Ort ein Teil der neugeschaffenen Gemeinde Mittbach und kam mit dieser 1978 zu Isen. 2008 wurde das Alte Schulhaus im Ortskern abgerissen, 2 Jahre vor der 1200-Jahr-Feier im Jahr 2010.

## Bauwerke

### Schloss

Schloss Burgrain von Westen

Ehemalige Schlossökonomie

Das um 1200 im spätromanischen Stil erbaute Schloss Burgrain wurde im 15. Jahrhundert vollendet. 100 Jahre später wurden die Fassaden dem Renaissancestil angeglichen. Hier hatte die Verwaltung der Herrschaft Burgrain seinen Sitz und es fand die Rechtsprechung statt. Das Schloss steht 40 m oberhalb des oberen Isentals. Zu Beginn des 18. Jahrhunderts wurde die große spätbarocke Schlosskirche errichtet. Um 1900 wurde in einem Flügel des Schlosses eine Brauerei eingerichtet und somit dementsprechend umgestaltet.

### Ehemalige Ökonomie der Burg Burgrain
Die ehemalige Ökonomie der Burg Burgrain besteht aus der ehemaligen Schäfflerei und Schmiede, Pferde- und Schweinestall und Remise (alle aus dem 18./19. Jahrhundert) sowie einem Eiskeller (um 1800).

### Mutzenhof
Der Mutzenhof (wenige hundert Meter nordwestlich) ist ein Gutshof, der als Gestüts-Reiterhof für Trabrennpferde mit einer eigenen großen Renn-Reitbahn geführt wird.

### Almstraße 1
An der Abzweigung der Almstraße von der Hauptstraße befindet sich der letzte erhaltene Bauernhof, in sanierungsbedürftigen Zustand, aus der Zeit vor 1900.

### Gasthaus Gipp
Das Gasthaus Gipp ist ein am Südwest-Ortsrand gelegener und im Heimatstil gestalteter Gasthof. Er wurde Ende des 19. Jahrhunderts erbaut.

Östlicher Ortsbereich
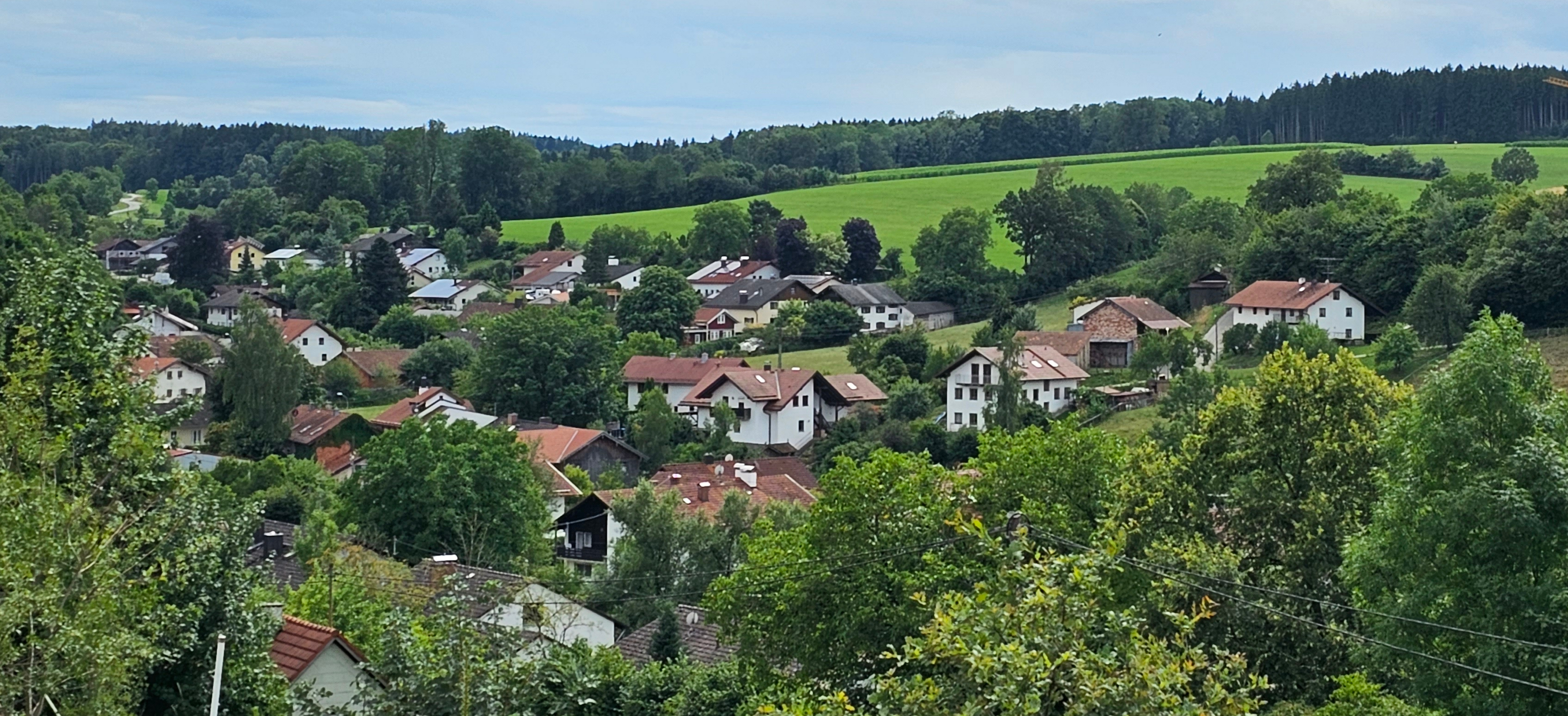
Die südwestlichen Siedlungen an Alm-/Hochfeld- und Schlossblickstraße
Die am Isenweg liegende nördliche Siedlung
Ehemaliges Gasthaus Gipp (jetzt Bauernwirt z'Burgroa)
Almstraße 1, erhaltener Bauernhof aus dem 19. Jh.

Burgrain, Ortskern von Norden